# Vincenzo Malacarne
Michele Vincenzo Giacinto Malacarne (Saluzzo, 28 settembre 1744 – Padova, 4 settembre 1816) è stato un anatomista e chirurgo italiano, considerato il fondatore dell'anatomia topografica.

## Biografia
Figlio di Giuseppe Malacarne, medico chirurgo in servizio del Regno di Sardegna, sua madre, Angela Fortunata Garretti, nacque a Saluzzo, nel cuneese, da una notabile famiglia. Nel 1762 entrò nel Collegio Reale delle Provincie di Torino, dove fu allievo di Olivieri da Rivalta. Allievo poi di Ambrogio Bertrandi, studiò chirurgia a Torino, continuando tuttavia ad approfondire gli studi umanistici essendo un grande appassionato di letteratura e di poesia.
Dal 1769 fu ripetitore di notomia e d'istituzioni chirurgiche presso l'Università di Torino e nel 1775 fu nominato professore di anatomia ad Acqui Terme, occupandosi anche degli stabilimenti termali (durante i suoi studi volse i suoi interessi anche agli effetti terapeutici delle acque termali). Nel 1783 fu designato chirurgo maggiore a Torino. In questi periodo si svilupparono i suoi studi sul cervelletto. Nel 1783 Vittorio Amedeo III lo nominò chirurgo della città.
Nel 1789 ebbe la prima cattedra di clinica chirurgica a Pavia e nel 1794 si trasferì a Padova dove esercitò la professione per oltre 20 anni fino alla morte nel 1816.
Il figlio Vincenzo Gaetano Malacarne, a sua volta medico e professore di Ostetricia presso l'Università di Padova, ne narrò la vita e le scoperte scientifiche nell'opera "Memorie storiche intorno alla vita ed alle opere di Michele Vincenzo Giacinto Malacarne da Saluzzo, anatomico e chirurgo", pubblicata a Padova nel 1819.

## Attività scientifica
Molto importanti furono i suoi studi sul sistema nervoso centrale e periferico. Si occupò di studi di neuroanatomia, in particolare sulla conformazione del cervelletto, e le sue ricerche furono fondamentali per i successivi studi di Johann Christian Reil e Luigi Rolando. Confrontò i cervelli di animali addestrati con quelli di animali non addestrati dimostrando che l'addestramento aveva prodotto modifiche strutturali (C.T. Rivers. Neuroplasticity. Amazon, 2014).

## Attività letteraria
Tra le sue opere occorre anche annoverare un poema in tre libri dal titolo Della rabbia del 1765, che dedicò ad Ambrogio Bertrandi e nella quale l'autore si dilunga in una lunga descrizione dell'encefalite. Il poema si ispira in maniera molto evidente al poema di Camillo Brunori Il medico poeta, del 1726.
Nel 1778 pubblicò il Trattato delle regie terme aquesi, descrivendo gli effetti benevoli delle acque termali, con cui curava i militari nelle stesse terme.
Si occupò anche di storia della medicina avendo scritto Delle opere dei medici e dei chirurghi che fiorivano negli Stati della Casa di Savoia (1786).

## Opere
- Trattato delle regie terme aquesi, Torino, 1778.
- De' mostri umani, Modena, 1802.